# Vianos
Vianos és un municipi situat al nord de la província d'Albacete. Forma part del Parc Natural de los Calares del Río Mundo i de la Sima. Aquest poble se situa a no més de 90 quilòmetres de la capital de la província i, té una altitud d'aproximadament 1.120 metres. L'any 2008, tenia 431 habitants, segons les dades de l'INE. S'integra al Parc Natural dels Calars del Riu Mundo i de la Sima, i és el municipi amb major extensió en Ha i amb una riquesa botànica molt important.

## Festes
Vianos festiu viu tota la seva esplendor amb les seves festes patronals en honor de la Verge de l'Assumpció, que se celebren cada 15 d'agost.
Igual que amb la representació del seu Auto Sacramental dels Reis Mags, amb què podrem entrar en un ambient màgic en la matinada del 6 de gener.
Vertadera joia de teatre popular és aquest Auto de reis, únic a Castella-La Manxa i dels pocs que encara es fan a la resta de la península, que ve realitzant-se des de temps immemorial i que s'escenifica als carrers, i acaba a l'església amb l'Adoració als reis.

## Turisme
En tot el centre de la serra d'Alcaraz, a més de 1.120 m d'altitud i al peu de l'Almenara (la seva cota més elevada és de 1.798 msnm), es troba Vianos.
Assentat sobre una meseta, ha sabut conservar el seu caràcter serrà amb matisos manxecs, com així ho defineix el traçat de les seves places i carrers. Aquesta part de la serra d'Albacete és, potser, la que millor conserva la seva arquitectura popular, la qual contrasta amb la fantàstica església parroquial de Sant Sebastià (segle xvi), duta a terme per un arquitecte de renom i de què mereix destacar-se el retaule, les voltes de creueria i el baptisteri recentment restaurat. La seva iconografia conté talles interessants.
Vianos es pot definir com un poble tranquil i acollidor, immers en plena natura, on es pot gaudir d'una excel·lent gastronomia i uns magnífics paisatges. Des de "la Peña", com es coneix popularment el seu cantó, just a la vora del precipici on se situa el poble, podem delectar-nos amb l'impressionant paisatge que ens ofereix.